# 姻親
姻親指基於婚姻關係而生之親屬型態，一方配偶與他方配偶之親屬間，因雙方締結婚姻後，成為相互具法律上親屬關係的情況。

## 定義

### 中華民國
《中華民國民法》第969條規定，包括配偶的血親、血親的配偶、配偶的血親的配偶。此一規定，使姻親的範圍，較一般的立法例限於血親之配偶、配偶之血親更為廣泛，故為避免姻親的範圍太過廣泛，該規定並未將血親之配偶之血親納入範圍，但也因此曾招致批評將有違倫常之近親可能得以結婚，例如父子分別與一對姊妹結婚將使父子成為連襟，或是兄弟與母女結婚，使母女成為妯娌，造成婚後相互間輩分有違倫常，但不屬於禁止結婚的姻親範圍。
一旦成立姻親關係，有時法律會規範一定範圍內的姻親關係具有特定的法律效果。例如可能會禁止結婚（中華民國民法第983條）、收養（中華民國民法第第1073-1條），法官的迴避（中華民國民事訴訟法第32條第2項）、證人拒絕證言（中華民國民事訴訟法第307條第1項）等，都以須成立法律上的姻親關係並符合具體條文限定的範圍有關。尤其在夫妻與其另一方的父母，在民法中甚至相互間還可主張扶養的權利與義務（中華民國民法第1114條第2款夫妻之一方與他方之父母同居者，其相互間互負扶養義務）。
但依中華民國民法第971條規定，「姻親關係，因離婚而消滅；結婚經撤銷者亦同。」因此，若當事人間一方與其配偶離婚或結婚經撤銷，姻親關係即歸消滅，不復存在。但須留意者為，死亡並非姻親關係消滅之原因。。

## 傳統社會關係
在古代氏族父系社會，已婚女性被視為夫家的成員，與姻親（婆家）會有較為緊密的聯繫，有時甚至超過自己的原生家庭（娘家），例如與丈夫的父母（家翁、家姑）以及丈夫的兄弟（大伯、小叔）、未婚姊妹（大姑、小姑）以及丈夫兄弟的妻子（妯娌）同住，平時也要照顧翁姑和丈夫的未婚兄弟姊妹。即使與丈夫另外組織核心家庭，傳統上媳婦也常要探望翁姑並幫忙做家事。男性與妻家的關係通常較自己的原生家庭疏離，雖然對妻子的父母（岳丈、岳母）、兄弟（大舅、小舅）、未婚姊妹（大姨、小姨）也要有一定的照顧（只限妻之父母兄弟姊妹，傳統上妾之父母兄弟姊妹並非家主家之姻親，兩家沒有親屬關係），但傳統上只需要抽空探望，到妻子娘家通常也會被視為客人，這很大程度因為傳統氏族社會聚族而居，妻子通常由村外迎娶回來，妻子娘家通常也有一定距離，不能時常探望，因此已婚婦人稱為外嫁女。
在母系社會和入贅婚，已婚男性視為妻家成員，與姻親有較緊密聯繫。

## 輩份關係

### 長輩

#### 配偶之血親
- 丈夫的父親：家翁、家官、家公、公公、阿公、老爺。
- 丈夫的母親：家婆、家娘、家姑、婆婆、阿婆、奶奶。
- 妻子的父親：岳父、岳丈、丈人老、丈人、外父、老丈人。
- 妻子的母親：岳母、丈母娘、外母、丈人哀、老丈母。

#### 血親之配偶
- 父親之兄之妻子：伯母
- 父親之弟之妻子：嬸嬸
- 父親之姐妹之丈夫：姑丈、姑父
- 母親之兄弟之妻子：舅媽、舅母
- 母親之姐妹之丈夫：姨丈、姨父
- 生母的再婚配偶：繼父（但繼父若收養繼子女則變為養父，轉為擬制血親）。
- 生父的再婚配偶：繼母（但繼母若收養繼子女則變為養母，轉為擬制血親；在一夫一妻多妾婚姻制度中，庶出子女的生父的嫡妻是嫡母，而嫡母必然同時是這些庶子女的養母，屬擬制血親）。

### 平輩

#### 血親之配偶
- 兄長的妻子：嫂、嫂子。通常大哥（長兄）的妻子稱為大嫂（長嫂），二哥的妻子稱為二嫂，以此類推。
- 弟弟的妻子：弟婦、弟媳、弟媳婦、弟妹。
- 姐姐的丈夫：姐夫。
- 妹妹的丈夫：妹夫、妹婿。

#### 配偶之血親
- 丈夫的兄長：大伯[註釋 1]、大伯子、大伯兄。女子也常跟隨丈夫稱呼其兄長，按排行依次稱作大哥、二哥等。
- 丈夫的弟弟：小叔[註釋 2]、小叔子、小叔弟。女子通常跟隨丈夫直接稱呼其弟弟的名字。
- 丈夫的姐姐：大姑[註釋 3]、大姑子、大姑姐。女子也常跟隨丈夫稱呼其姐姐，按排行依次稱作大姐、二姐等
- 丈夫的妹妹：小姑[註釋 3]、小姑子、小姑妹。女子通常跟隨丈夫直接稱呼其妹妹的名字。
- 妻子的兄長：大舅[註釋 4]、大舅子、大舅兄。男子也常跟隨妻子稱呼其兄長，按排行依次稱作大哥、二哥等。
- 妻子的弟弟：小舅[註釋 4]、小舅子、小舅弟。男子通常跟隨妻子直接稱呼其弟弟的名字。
- 妻子的姐姐：姨姐。男子通常跟隨妻子稱呼其姐姐，按排行依次稱作大姐、二姐等。
- 妻子的妹妹：姨妹、小姨、小姨子。男子通常跟隨妻子直接稱呼其妹妹的名字，稱小姨子有輕佻或輕微的貶義。

- 妻與夫之弟（即弟與兄之妻）為叔嫂關係。

- 妻與夫之妹（即妹與兄之妻）、妻與夫之姐（即姐與弟之妻）均為姑嫂關係。此處的嫂不以長幼論，既可以是小姑與嫂子，也可以是大姑與弟媳。
- 夫與妻之兄（即兄與妹之夫）、夫與妻之弟（即弟與姊之夫）均為郎舅關係。

#### 配偶之血親之配偶
- 丈夫的兄長的妻子：古稱姒、姒婦[5]，今稱大伯婦、大伯嫂、大姆仔。日常稱呼時，女子往往跟隨丈夫一起稱呼丈夫的兄長的妻子為嫂子或阿嫂。在中國北方也常見借用自己的孩子所使用的稱呼，如（孩子）他大娘。
- 丈夫的弟弟的妻子：古稱娣、娣婦[5]，今稱小叔婦、小嬸子、小嬸仔、小叔弟婦。日常稱呼時，女子往往直呼丈夫的弟媳的名字。在中國北方也常見借用自己的孩子所使用的稱呼，如（孩子）他嬸嬸。
- 丈夫的姐姐的丈夫：大姑夫、大姑姊夫。日常稱呼時，女子往往跟隨丈夫一起稱呼丈夫的姐姐的丈夫為姊夫。
- 丈夫的妹妹的丈夫：小姑夫、小姑妹夫。日常稱呼時，女子往往直呼丈夫的妹夫的名字。
- 妻子的姐姐的丈夫：大姨夫、大尹子、大姨姊夫、大連仔。日常稱呼時，男子往往跟隨妻子一起稱呼妻子的姐姐的丈夫為姊夫。
- 妻子的妹妹的丈夫：小姨夫、小尹子、小姨妹夫、小連仔。 日常稱呼時，男子往往直呼妻子的妹夫的名字。
- 妻子的兄長的妻子：大舅婦、大妗子、大舅嫂。日常稱呼時，男子往往跟隨妻子一起稱呼妻子的兄長的妻子為嫂子或阿嫂。
- 妻子的弟弟的妻子：小舅婦、小妗子、小舅弟婦。日常稱呼時，男子往往直呼妻子的弟媳的名字。
- 兄之妻與弟之妻的親屬關係，古稱「娣姒」關係，现代标准汉语稱妯娌，闽南语稱同姒仔（tâng-sāi-á）[6]。 同一男子的妻妾之間也合稱娣姒，其中年長的妻妾稱年幼的妻妾為娣，年幼的妻妾稱年長的妻妾為姒。[5]
- 姐之夫與妹之夫的親屬關係為娅婿[7]，俗稱连襟[8]、联襟、襟兄弟、连袂、連橋，闽南语稱大小連仔、同門仔。

### 後輩
- 兒子的妻子：兒媳、媳婦、新婦。
- 女兒的丈夫：女婿。
- 繼子、繼女：配偶與他人所生的子女（但繼子女若被繼父母收養則變為養子女，轉為擬制血親）。

## 延伸阅读
[在维基数据编辑]
 《欽定古今圖書集成·明倫彙編·家範典·妯娌部》，出自陈梦雷《古今圖書集成》